# Ratpenat de Thomas
El ratpenat de Thomas (Myotis simus) és una espècie de ratpenat de la família dels vespertiliònids. Viu al nord de l'Argentina, Bolívia, el nord del Brasil, Colòmbia, l'Equador, el Paraguai i el Perú. No hi ha informació sobre el seu hàbitat i el seu estil de vida. Es desconeix si hi ha cap amenaça significativa per a la supervivència d'aquesta espècie.